# Ancinnes
Ancinnes is een gemeente in het Franse departement Sarthe (regio Pays de la Loire). De plaats maakt deel uit van het arrondissement Mamers. Ancinnes telde op 1 januari 2022 917 inwoners.

## Geografie
De oppervlakte van Ancinnes bedroeg op 1 januari 2022 27,21 vierkante kilometer; de bevolkingsdichtheid was toen 33,7 inwoners per km².

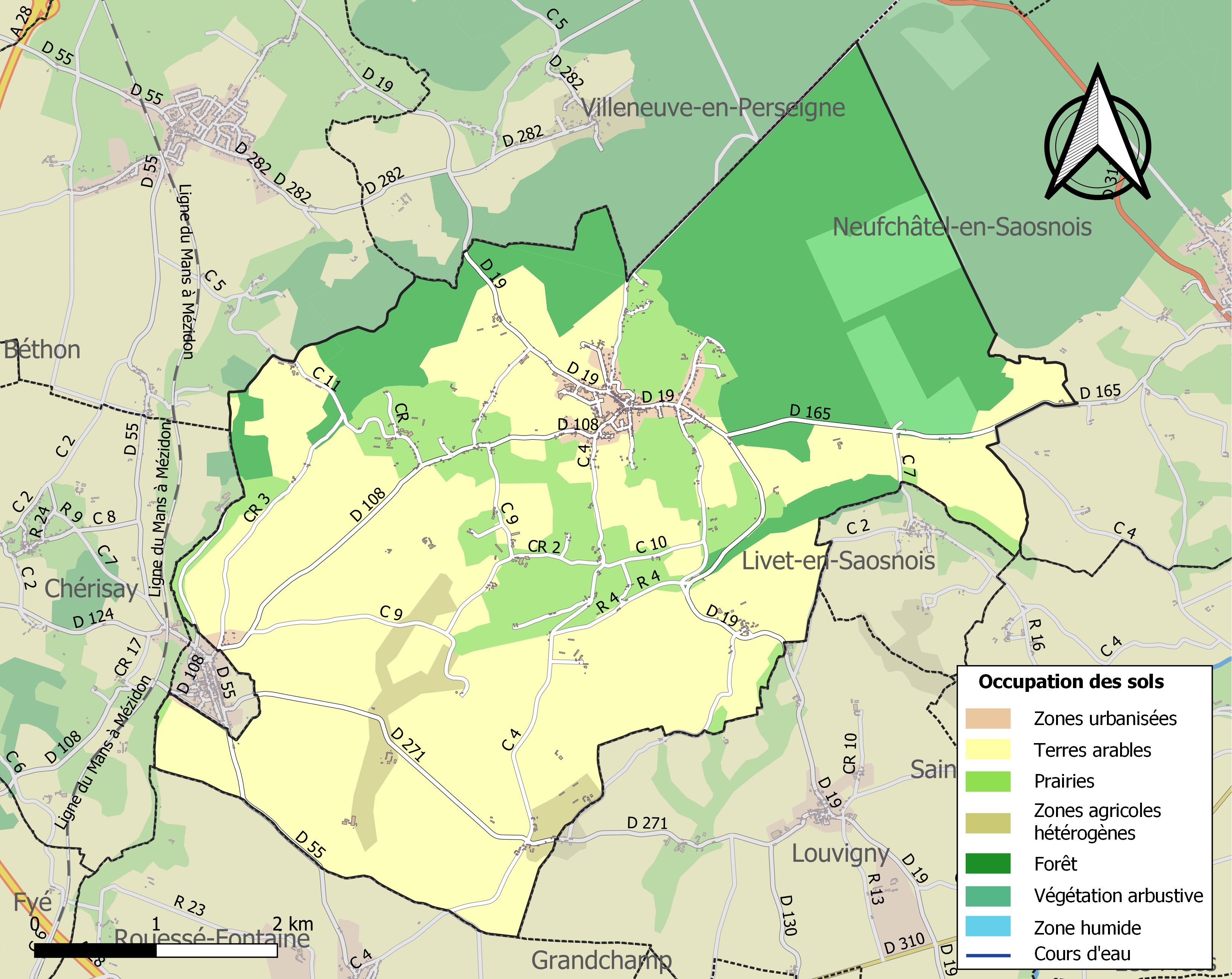
Kaart van de gemeente met de belangrijkste infrastructuur, bodemgebruik en omliggende gemeenten

## Demografie
Onderstaande figuur toont het verloop van het inwonertal (bron: INSEE-tellingen).